# František Hořava
František Hořava (24. července 1906 Opatovice u Rajhradu – 28. května 1974 Brno) byl český sochař a malíř. Za svůj život vytvořil mimo jiné řadu děl pro veřejná prostranství (pomníky, reliéfy) především v Brně a okolí. V rodných Opatovicích je po něm pojmenována ulice (49°4′35″ s. š., 16°38′30″ v. d.). Otec František (1879–1962) byl obuvníkem, původem z Českomoravské vrchoviny, matka Františka (1876–1956) rozená Báborová byla z dělnické rodiny v Opatovicích.

## Vzdělání
- 1912–1919 Obecní škola v Opatovicích
- 1919–1921 Měšťanská škola chlapecká v Brně v Řeznické ulici
- 1921–1922 pracuje u Josefa Rejnarta v jeho Umělecko-průmyslovém ateliéru sochařském a závodě štukatérském v Brně v Mundyho ulici
- 1922–1925 studium na Umělecko-průmyslové škole v Praze (především modelování u Josefa Mařatky, dále u Emílie Krostové, Jaromíra Pečírky, V. V. Štecha, Bohumila Kafky).
- V roce 1925 se stává nejprve hospitantem speciální školy dekorativního modelování Josefa Drahoňovského. Další rok absolvuje už jako řádný žák u Otty Gutfreunda a dokončuje v roce 1928 u Josefa Mařatky.

## Život

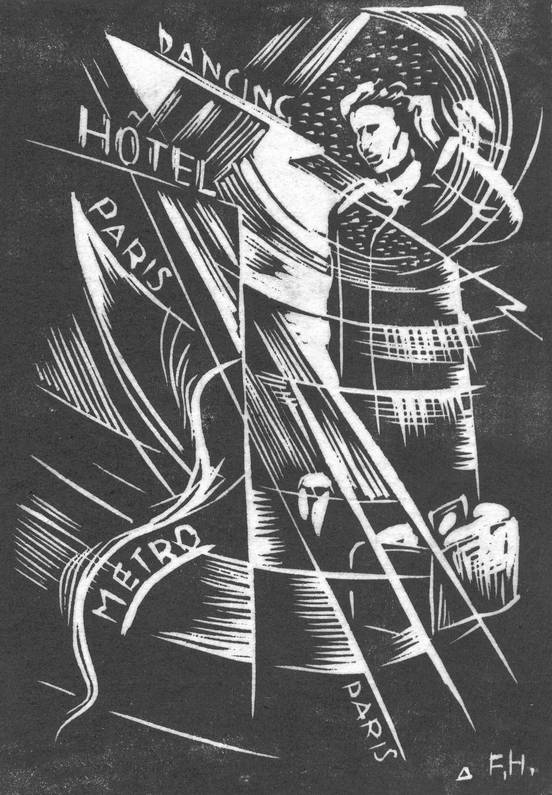
linoryt z pařížského pobytu

První dílčí úspěchy – prezentace sochy Maryčka Magdónova v roce 1928 na Výstavě soudobé kultury v Československu v pavilonu Umělecko-průmyslové školy na nově vzniklém Výstavišti. Sochu následně zakoupilo Ministerstvo školství a národní osvěty.
Po absolutoriu dostává na doporučení Josefa Mařatky stipendium do Paříže (15. února – 15. srpna 1929), kde studuje u Antoina Bourdella a seznamuje se s Františkem Kupkou. Vzpomínkou na pobyt v Paříži je jeho soubor linorytů z roku 1937.
V září 1930 se Hořava usadil v Brně, kde zůstává do konce života. Vstupuje do Klubu výtvarných umělců Aleš, později do Svazu československých výtvarných umělců. Má množství zakázek veřejných (banky) i soukromých (portréty), zapojuje se do uměleckého života města. Prosazuje se u něj stále více životní téma ženského aktu, mimoto zpracovává i pracovní témata.
V roce 1944 se oženil s doktorkou práv Albínou Němcovou. Později se jim narodily děti Petr a Pavla. V padesátých letech postupně ubývá veřejných zakázek, materiální situace rodiny se zhoršuje. Od 60. let se stále více věnuje malbě (zátiší a krajiny), obnovuje techniku stucco lustra (freskařský postup, kdy se směs mramorové moučky a omítky barví, brousí a leští). Vytvořil několik stuccolustrových desek.
Poměrně intenzivně se dále zabývá dřevěnými intarziemi pro nábytek, a to soukromě i na zakázku.
Nedostatek pracovní příležitosti v oboru přivedl Hořavu v letech 1964–1965 i do Moravského muzea, kde restauroval Rulíškovy modely hub. Umírá při návratu z Adamova, kde pracoval na své poslední zakázce. František Hořava je pohřben na brněnském Ústředním hřbitově, kde má na hrobě vlastní pískovcovou desku s motivem vzpínajících se koní.

## Některá veřejná díla

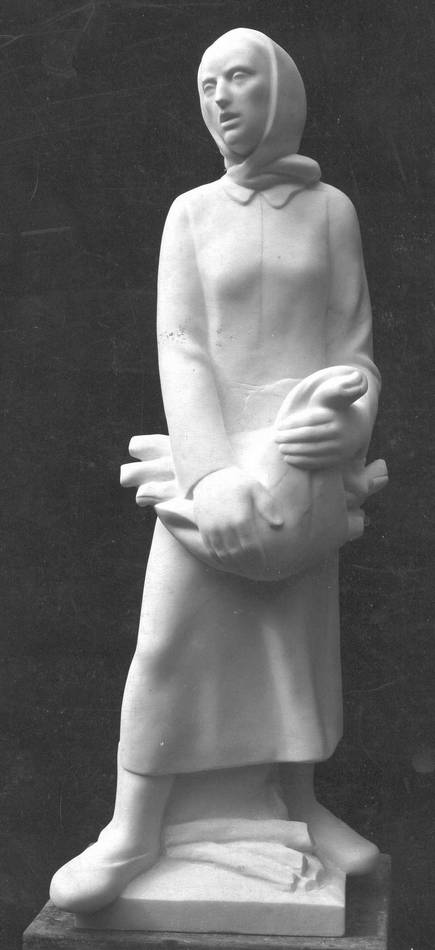
Maryčka Magdónova (1928)

- portrétní reliéf Václava hraběte Kounice – budova brněnské Techniky a zimní zahrada zámku Slavkov – zakázka ovdovělé hraběnky Josefiny Kounicové (1932–3)
- pomník T. G. Masaryka – Rajhrad (1937–8))
- reliéf – oslavanská elektrárna (přelom třicátých/čtyřicátých let)
- reliéf – jihlavská elektrárna (1941)
- památník Prokopa Diviše (reliéf v interiéru) – Znojmo-Přímětice (1941)
- knižní ilustrace ke knihám V. Šelepové První zrání a J. Gregora Hovory s tebou pro brněnské Jíchovo nakladatelství, které v roce 1944 ve svém salónku v Brně na Cejlu uspořádalo také výstavu
- pamětní deska Vladimíra Helferta – Brno, Mojžíšova 14 (1958)
- pomník Petra Jilemnického – Adamov, školní budova na dnešní ulici Ronovská 12 (1963–4)
- socha pro adamovský podnik ADAST (1973–1974) – poslední zakázka, jejího dokončení se Hořava nedočkal (socha byla odlita po jeho smrti)

- reliéfy na fasádě budovy spořitelny – Brno (Královo Pole), Husitská l a Palackého 59
- reliéf na fasádě budovy – Brno, Křenová 27
- reliéf v nemocnici – Brno, Obilní trh
- reliéf v budově Zemského finančního ředitelství – Brno, Malinovského náměstí (dnešní Magistrát)